# Hyles euphorbioides
Hyles euphorbioides är en fjärilsart som beskrevs av Swinhoe 1892. Hyles euphorbioides ingår i släktet Hyles och familjen svärmare. Inga underarter finns listade i Catalogue of Life.